# Viçosa (ort i Brasilien, Alagoas, Viçosa, lat -9,37, long -36,24)
Viçosa är en ort i Brasilien.   Den ligger i kommunen Viçosa och delstaten Alagoas, i den östra delen av landet, 1 500 km nordost om huvudstaden Brasília. Viçosa ligger 227 meter över havet och antalet invånare är 19 573.
Terrängen runt Viçosa är platt åt nordväst, men åt sydost är den kuperad. Viçosa är det största samhället i trakten.
Omgivningarna runt Viçosa är en mosaik av jordbruksmark och naturlig växtlighet. Runt Viçosa är det ganska tätbefolkat, med 129 invånare per kvadratkilometer.